# Phasmatidae
Phasmatidae – rodzina straszyków. Należą do nadrodziny Anareolatae z podrzędu Verophasmatodea.
Podobnie jak ich krewni, Phasmatidae są zdolni do reprodukcji kończyn i zazwyczaj rozmnażają się poprzez partenogenezę.
Do Phasmatidae należą jedne z największych gatunków owadów jakie istnieją. Gatunek Phobaeticus chani dorasta do 0,5 m.

## Podrodziny
Zgodnie z Phasmid Study Group, wyróżnia się 9 podrodzin w tej rodzinie. Inne źródła podają jednak różne liczby, uznając nawet tylko 6 podrodzin.
Phasmid Species File podaje 10 podrodzin:
- Cladomorphinae
- Clitumninae
- Extatosomatinae z tylko jednym rodzajem Extatosoma (występujące tylko w Australazji)
- Lonchodinae
- Megacraniinae
- Pachymorphinae
- Phasmatinae (czasem podaje się w tej podrodzinie gatunki z Clitumninae)
- Platycraninae
- Tropidoderinae
- Xeroderinae

W dodatku, wymarła podrodzina Echinosomiscinae jest znana z rodzaju Echinosomiscus, znalezionego w burmicie.